# Jalgaon (Jamod)
Jalgaon (Jamod) là một thành phố và là nơi đặt hội đồng đô thị (municipal council) của quận Buldana thuộc bang Maharashtra, Ấn Độ.

## Nhân khẩu
Theo điều tra dân số năm 2001 của Ấn Độ, Jalgaon (Jamod) có dân số 26.275 người. Phái nam chiếm 52% tổng số dân và phái nữ chiếm 48%. Jalgaon (Jamod) có tỷ lệ 69% biết đọc biết viết, cao hơn tỷ lệ trung bình toàn quốc là 59,5%: tỷ lệ cho phái nam là 75%, và tỷ lệ cho phái nữ là 62%. Tại Jalgaon (Jamod), 14% dân số nhỏ hơn 6 tuổi.